# Roman Xirókov
Román Nikoláyevich Shirókov (rus: Роман Николаевич Широков; Dédovsk, Unió Soviètica, actual Rússia, 6 de juliol de 1981) és un futbolista rus. Juga de defensa i el seu equip actual és el PFC CSKA Moscou.

## Biografia
Shirókov, que juga normalment de defensa encara que de vegades actua de migcampista, comença la seva carrera futbolística en les categories inferiors del CSKA Moscou. El 2001 signa un contracte professional amb el FC Moscou.
A l'any següent fitxa pel FC Istrá, on roman tres temporades, a excepció d'uns mesos en els quals juga al FC Vídnoe.
La temporada 2005-06 juga al FC Saturn.
A l'any següent fitxa pel FC Rubín Kazán. Gens més fitxar-ho l'equip decideix cedir-li uns mesos al seu antic club, el FC Istrá.
En gener de 2007 el FC Jimki paga 200.000 euros per fer-se amb els seus serveis.
El 2008 arriba al seu actual equip, el Zenit de Sant Petersburg. Amb aquest equip es proclama campió de la Copa de la UEFA 2007-08, derrotant en la final al Glasgow Rangers per dos gols a zero. Aquest mateix any també guanya la Supercopa de Rússia.

## Internacional
Ha estat internacional amb la Selecció de futbol de Rússia en quatre ocasions. El seu debut com a internacional es va produir el 26 de març de 2008 en un partit amistós contra Romania.
Va ser convocat per participar en l'Eurocopa d'Àustria i Suïssa de 2008. Va sortir com a titular en el primer partit que la seva selecció va disputar en el torneig (Espanya 4 - 1 Rússia).

## Clubs
| Club                     | País   | Any       |
| ------------------------ | ------ | --------- |
| FC Moscou                | Rússia | 2001-2002 |
| FC Istrá                 | Rússia | 2002-2004 |
| FC Vídnoe                | Rússia | 2004      |
| FC Istrá                 | Rússia | 2004-2005 |
| FC Saturn                | Rússia | 2005-2006 |
| FC Istrá                 | Rússia | 2006      |
| FC Rubín Kazán           | Rússia | 2006-2007 |
| FC Jimki                 | Rússia | 2007-2008 |
| FC Zenit Sant Petersburg | Rússia | 2008-2014 |
| FC Krasnodar             | Rússia | 2014      |
| FC Spartak de Moscou     | Rússia | 2015      |
| FC Krasnodar             | Rússia | 2015      |
| FC Spartak de Moscou     | Rússia | 2016      |
| PFC CSKA Moscou          | Rússia | 2016-     |

## Curiositats
En un partit jugant pel Zenit San Petersburg contra el Volga marca el tercer gol del seu equip i davant els crits de la seva inflada en contra seva els va realitzar el conegut tall de màniga dues vegades consecutives acabant expulsat per l'àrbitre d'aquesta partit.

## Títols
- 1 Copa de la UEFA (Zenit Sant Petersburg, 2008)
- 1 Supercopa de Rússia (Zenit Sant Petersburg, 2008)